# Flirt
 Der er for få eller ingen kildehenvisninger i denne artikel, hvilket er et problem. Du kan hjælpe ved at angive troværdige kilder til de påstande, som fremføres i artiklen.

At flirte vil sige, at man tiltrækker sig opmærksomhed hos modtageren. Normalt kommer det til udtryk som en romantisk eller seksuel interesse.
Man pirrer hinandens lyster og fantasier, og det bliver ofte intimt. Når man flirter siges det også, at man prøver at charmere sig ind hos modtageren.

## Metoder
At flirte kan både ske via samtale, kropssprog eller kort fysisk kontakt. Et eksempel på at flirte kan være smil, øjenkontakt, blinke, drillerier, udveksling af beskeder, smiger, komplimenter  eller pedalflirt (på engelsk: footsie). Sidstnævnte er når man rør eller leger med en anden persons fødder. Det foregår typisk under et bord.
Metoderne varierer imidlertid med kulturerne.
Det kan benyttes som et scoringsredskab, for at skabe lidt sjov eller være starten på et længerevarende forhold.

## Problemer
For at flirte skal man helst være single, da det let kan skabe en stemning af jalousi fra andre involverede parter. Er man allerede i et forhold kan det at flirte anses som utroskab. Men i nogle forhold er det fint med at deres parter flirter med andre kvinder/mænd.
| Sex | Spire Denne artikel om sex eller sexologi er en spire som bør udbygges. Du er velkommen til at hjælpe Wikipedia ved at udvide den. |

- Wikimedia Commons har flere filer relateret til Flirt